# Pachylophus cymbiformis
Pachylophus cymbiformis är en tvåvingeart som beskrevs av Becker 1916. Pachylophus cymbiformis ingår i släktet Pachylophus och familjen fritflugor.
Artens utbredningsområde är Uganda. Inga underarter finns listade i Catalogue of Life.